# Грей, Томас, лорд Грей из Гроуби
Томас Грей, лорд Грей из Гроби (англ. Thomas Grey, Lord Grey of Groby; 1623 — 1657) — английский дворянин и военачальник в период Английской революции, был одним из членов суда, приговорившего к смертной казни короля Карла I.

## Биография
Томас Грей был старшим сыном и вторым ребёнком в семье Генри Грея, 1-го графа Стамфорда и его жены Анны Сесил. Когда в 1628 году его отцу был присвоен титул графа Стэмфорда, он получил титул учтивости, став лордом Грея из Гроуби.
В возрасте 18 лет Томас Грей был избран депутатом парламента от Лестера и поступил в Грейс-Инн, где учился его отец. В ноябре 1641 года парламент принял «Великую ремонстрацию» — сборник статей, где перечислялись преступления короны и Грей был среди тех, кто был выбран для подачи документа.
В январе 1643 года Томас Грей стал главнокомандующим союзной армии графств Мидленд. 23 августа 1643 года он присоединился к армии парламента, которой командовал Роберт Деверё, 3-й граф Эссекс. В сентябре 1643 года он участвовал в Первой битве при Ньюбери, где армия парламента одержала победу над роялистами. Продолжив военную службу, он успешно провёл военную кампанию, но в 1645 году вышел в отставку.
Через три года, в 1648 году Грей возглавил сформированный им военный отряд в Лестершире и участвовал в битве при Престоне, в которой роялисты были разбиты, а их командующие герцог Гамильтон и Джон Миддлтон захвачены в плен. В декабре 1648 года Грей поддержал Прайдову чистку, в ходе которой из парламента были изгнаны депутаты, которые были сторонниками монархии. Оставшиеся члены парламента в январе 1649 года вынесли смертный приговор королю Карлу I, при этом Грей был единственным пэром среди членов суда, что вызвало недовольство его отца.
После казни короля Грей был избран в Государственный совет, но при этом продолжал военную службу. Спустя два года, 3 сентября 1651 года он участвовал в битве при Вустере, в ходе которой были разбиты роялисты под командованием короля Карла II. В последующие годы, Генри Грей сблизился с левеллерами и Пятыми монархистами, которые выступали против протектората, который был создан Оливером Кромвелем в декабре 1653 года.
По подозрению в соучастии в заговоре против Кромвеля, в феврале 1655 года он был арестован и помещён в Виндзорский замок, где находился в заключении до июля 1655 года, когда он был освобождён по приказу Кромвеля. После освобождения он не играл роли в политике и скончался в 1657 году в возрасте 34 лет.

## Семья
В июне 1646 года женился на Дороти Буршье (1627—1659), дочери Эдварда Буршье, 4-го графа Бата (1590—1636). В браке у супругов был один сын: 
- Томас Грей, 2-й граф Стамфорд (1654 — 31 января 1720) , стал 2-м графом Стэмфорда после смерти деда в 1673 году.